# Mein Freund, der Lipizzaner
Mein Freund, der Lipizzaner ist ein deutscher Film, der von Franz Antel in Österreich gedreht wurde. Am 15. April 1994 fand die TV-Premiere bei RTL statt.

## Handlung
Paul Scheibner ist an der Spanischen Hofreitschule, um als Dressurreiter ausgebildet zu werden. Leidenschaftlich arbeitet er mit dem Hengst „Maestoso“. Seiner Freundin, einer Boutiquebesitzerin, gefällt das gar nicht und sie will, dass ihr Freund im Betrieb ihrer Eltern arbeitet. Paul trennt sich von ihr, sie aber möchte ihn mit einem reichen Hotelierssohn eifersüchtig machen. Für Liebeskummer bleibt Paul aber keine Zeit, weil die Ausbildung seine ganze Aufmerksamkeit benötigt. Da kommt die hübsche und tierliebe Gestütssekretärin Julia ins Spiel. Paul verliebt sich, doch da erkrankt Maestoso. Bestürzt erfährt Paul, dass sein kranker Freund verkauft werden soll. Paul will den Hengst selbst kaufen. Julias Tante, die Zirkusbesitzerin Louise, verspricht ihm, den Hengst in ihrem Zirkus unterzubringen. Julia will jetzt auch helfen, mit Hilfe eines Kutschers, und besorgt ein Medikament. Der Kutscher stiehlt das Medikament aus der Gestütsapotheke, was Julia nicht weiß. Julia muss zur Polizei und verliert ihre Stelle. Pauls Lehrmeister an der Hofreitschule verbietet ihm aus Sorge um den Ruf den Umgang mit ihr. Paul kümmert das nicht und will ihr helfen, Julia verschwindet aber plötzlich spurlos.

## Produktionsnotizen
Auf der Suche nach einer neuen Filmidee kam Franz Antel der Spruch in den Sinn, der echte Wiener sei entweder Sängerknabe, Hofrat oder Lipizzaner. Da er einen Film über Letztere noch nicht gedreht hatte, beschloss er, die weißen Hengste gebührend zu würdigen, und die Lisa-Film sowie RTL waren sofort bereit, ihn dabei zu unterstützen. Zusammen mit dem jungen Tiroler Autor Edi Ehrlich verfasste er selbst das Drehbuch. 
Sein Bemühen, einen echten Lipizzaner der Hofreitschule für Dreharbeiten auch außerhalb der Hofreitschule zur Verfügung gestellt zu bekommen, wurde jedoch abgelehnt. Da erinnerte er sich, dass bei der Aktion Licht ins Dunkel von Stanglwirt Balthasar Hauser aus Going ein Lipizzaner ersteigert worden war. Dieses Pferd namens Maestoso Ancona beherrschte noch immer die Hohe Schule, und so machte Antel ihn zum Hauptdarsteller seines Films.
Die Dreharbeiten fanden im Gestüt Piber, in der Hofreitschule und in einem Zirkus statt. Sascha Wussow lernte für seine Rolle in nur vier Wochen perfekt reiten. Da die Szene, in der sich der Lipizzaner hinlegen und krank spielen sollte, nicht zustande kam, musste ein normaler Schimmel aus der Laienspielgruppe als Double einspringen.
Mit Erlaubnis des Wiener Bürgermeisters Helmut Zilk konnte das Filmteam während der Wiener Festwochen zusammen mit der Österreichischen Wochenschau die Eröffnung mitdrehen. Diese Szenen bilden die große Parade am Ende des Films.

## Kritiken
Das Lexikon des internationalen Films bezeichnete Mein Freund, der Lipizzaner als „seichte[n] Heile-Welt-Film.“